# Batalla de Paraguarí
La batalla de Paraguarí, también conocida como batalla de Cerro Porteño o, por error ortográfico, batalla de Paraguay, fue un enfrentamiento militar ocurrido el 19 de enero de 1811 en las cercanías de la localidad de Paraguarí (Paraguay), entre las fuerzas enviadas por la llamada Primera Junta de gobierno de las Provincias Unidas del Río de la Plata, al mando de su representante, el coronel Manuel Belgrano, y las fuerzas de la Provincia del Paraguay, al mando de su gobernador, Bernardo de Velasco y Huidobro. Culminó con el rechazo del ataque de Belgrano y su posterior retirada hacia el río Tebicuary.

## Antecedentes
Al estallar la Revolución de Mayo en Buenos Aires, capital del Virreinato del Río de la Plata, el gobierno surgido de la misma, la llamada Primera Junta, invitó a las demás ciudades y provincias del mismo a unirse a la Revolución. La invitación, en realidad, no dejaba margen para la negativa, y todo gesto en el sentido de conservar los gobiernos anteriores a la Revolución fue interpretado como hostil.
Una de las razones para la resistencia a la «invitación» de la junta es que ésta intentaba mantener los privilegios del "orden colonial en beneficio del bloque comercial porteño. Este intento de "apropiación de poder" que llevó adelante "un sector de la burguesía porteña, que no va a dar muestras de querer compartirlo o distribuirlo entre los otros pueblos", encontró resistencias en el Paraguay, en el Alto Perú, en Córdoba y Montevideo, las que cuestionaron su legitimidad. La provincia del Paraguay manifestó que su posición era reconocer al Consejo de Regencia de España e Indias como representante legítimo de Fernando VII, y mantener "armonía" y "fraternal amistad" con la junta de Buenos Aires "suspendiendo todo reconocimiento de superioridad en ella".
La capacidad que tenía la junta para enviar rápidamente diversas misiones militares al interior se basó en la fuerte militarización que había alcanzado Buenos Aires a partir de las invasiones inglesas en 1806.
Las instrucciones que debía observar Belgrano consistían en dejar a

la provincia [del Paraguay] en completo arreglo, removiendo todo el Cabildo y funcionarios públicos, y colocando hombres de entera confianza en los empleos [...] y si hubieran resistencia de armas, morirán el Obispo, el Gobernador y su sobrino [sic] con los principales causantes de la resistencia [Los prisioneros y/o desertores deberán ser enviados a Buenos Aires para ser alistados en el ejército].
Instrucciones Junta de Buenos Aires, 22 de septiembre de 1810, en (Instituto Belgraniano Central, 1982, p. 258-259, tomo III, vol. 1)

Belgrano salió de San Nicolás el 29 de septiembre de 1810 hacia Santa Fe, cruzó el Paraná y tras reunir sus fuerzas en la Bajada a fines de octubre reinició la marcha arribando a Candelaria a mediados de diciembre. El 19 el ejército inició el cruce del Paraná y ocupó Campichuelo y al día siguiente Belgrano desembarcó directamente en Itapúa. 
Belgrano inició su avance desde Itapúa hacia Asunción encontrando a su paso las casas abandonadas, cultivos destruidos y la ausencia de ganado que los lugareños habían arreado hacia el norte o escondido en los montes. Atribuyó esto al miedo que habían propalado los soldados paraguayos que se retiraron de Itapúa y Campichuelo. En un oficio confidencial Belgrano informó a la Junta la moral del ejército ante esta situación "es prodigio [...] el sufrimiento de los soldados [...] que sostienen los derechos legítimos del amado Fernando VII".
Sobre este avance comentó Velasco:

Como Belgrano ignoraba el plan de defensa que yo tenía premeditado y no estaba convencido de la fidelidad al Rey y heroico valor de los habitantes de esta Provincia [...] ya se contemplaba dueño del Paraguay. En este supuesto emprendió su marcha con mil bandidos más o menos y seis piezas de artillería ligera, dirigiéndose con la mayor precipitación hacia el río Tebicuary, siempre observado por nuestras partidas que venían replegándose al ejército.
Gobernador Velasco a Gaspar Vigodet, Yaguarón, 28 de enero 1811 en (Molas, 1867, p. 205-206)

## Avance desde el río Tebicuary

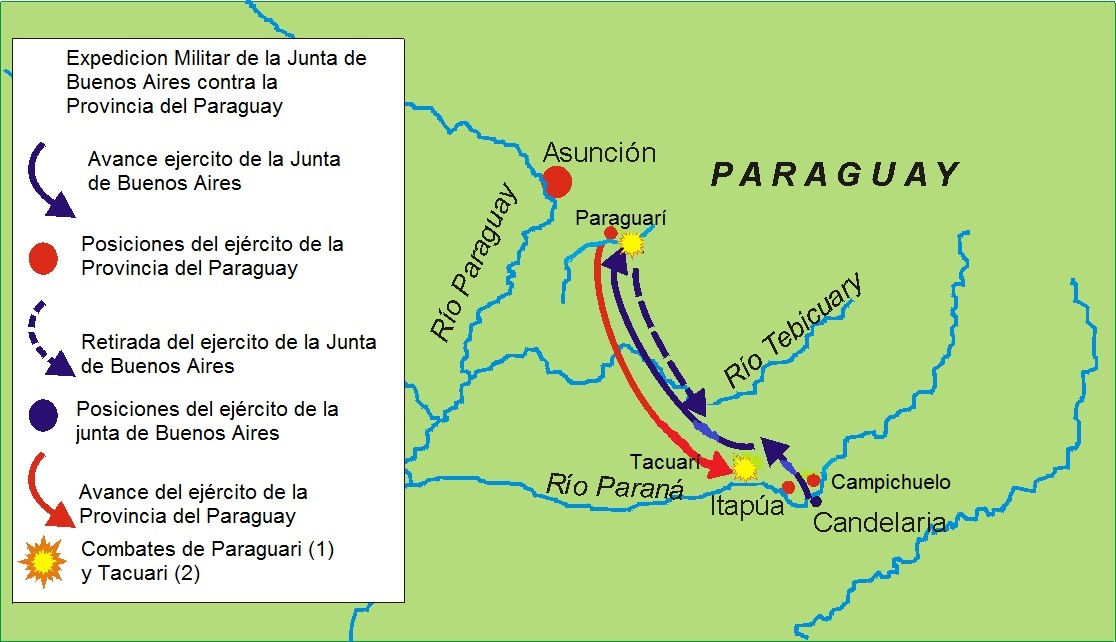
Operaciones militares en territorio paraguayo y misionero (diciembre de 1810-marzo de 1811.

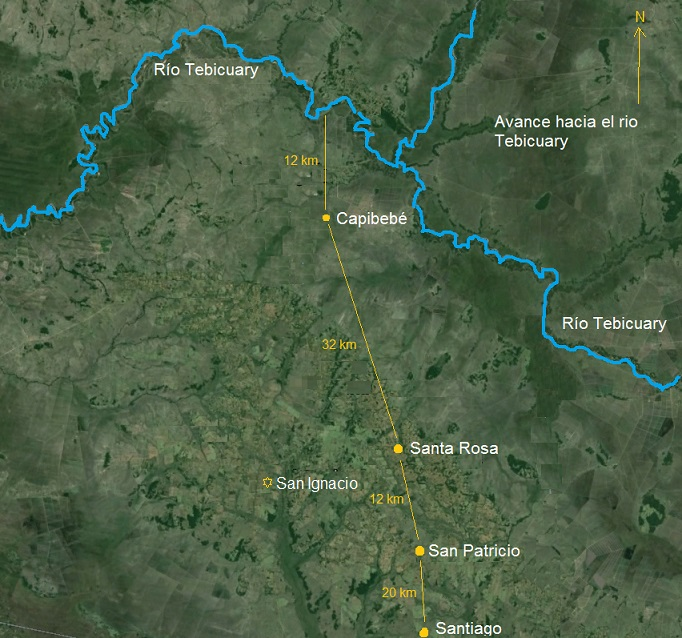
Teatro de operaciones zona del río Tebicuary.

El 5 de enero de 1811, José Ildefonso Machain, al mando de la primera división, cruzó el río Tebicuary. Dos días después Belgrano hizo lo mismo con el resto de sus fuerzas y viendo que persistía la actitud negativa de la población modificó su estrategia a una más prudente y conservadora pero que a larga debilitaría progresivamente su capacidad ofensiva. En sus Memorias comentó:

Se pasó el Tebicuary, y nuevas casas abandonadas, y nadie [a]parecía. Entonces ya no me apresuré a que las carretas siguiesen su marcha, ni tampoco el coronel Rocamora, porque veía que marchaba por un país del todo enemigo, y que era preciso conservar un camino militar, por si me sucedía alguna desgracia, [y] asegurar [así] la retirada".

No obstante, Belgrano siguió avanzando confiado en la capacidad de sus fuerzas frente a la debilidad del ejército enemigo pues sabía fehacientemente de su falta de soldados, adiestramiento y armamentos, según el informe que Velasco, nueve meses antes, había enviado al virrey Cisneros sobre la capacidad militar de la provincia del Paraguay. Pese a no haber recibido ningún apoyo en ese "país del todo enemigo", todavía tenía la esperanza de encontrar a los paraguayos adeptos a la junta de Buenos Aires o provocar la deserción en las fuerzas enemigas. En sus Memorias, escrita varios años después, Belgrano justificó así la decisión estratégica de aquel momento:

Puede ser que nos encontremos con los de nuestro partido y que acaso, viéndonos [los paraguayos], se nos reúnan, no efectuándolo antes por la opresión en que están.
 Belgrano (Memorias) en (Paz, 1968, p. 339)

Al enfrentarse, sorpresiva e inesperadamente, con el fuerte localismo de la provincia del Paraguay, Belgrano cometió el error de atribuirlo al "salvajismo", la "rusticidad", o al deseo de "esclavitud" de su adversario. Tampoco se percató que la misma invasión transformaba a su ejército en una usina generadora de mayor pertenencia e identidad en el pueblo paraguayo.
Desde Itapúa. el coronel Tomás de Rocamora envió apresuradamente 150 hombres al mando del capitán Clemente López para que se sumaran rápidamente a Belgrano, mientras él avanzaría lentamente para alcanzarlo en el río Tebicuary. Pero Rocamora recién llegó al paso del río Tacuarí el 19 de enero, dos días después de producida la batalla de Paraguarí y allí recibió la orden de posicionar 50 hombres en ese lugar y retroceder con el resto a Itapúa, para defender esa posición contra un posible desembarco de los botes paraguayos que se movían por el Paraná y que podían cortar su logística.
Esta dispersión de las fuerzas invasoras fue la consecuencia de la estrategia llamada "guerra de recursos" que adoptó Velasco. La misma consistió en retirarse en profundidad para alargar la línea logística de su adversario y obligarlo a derivar recursos para defenderla. Además, para complicar el abastecimiento de Belgrano, Velasco desalojó de hombres y alimentos el hinterland entre Itapúa y el lugar que él, a su conveniencia, elegiría para presentar batalla. Entretanto mantuvo patrullas de reconocimiento alrededor de la fuerza invasora que informaban la dirección del avance enemigo. Estas patrullas, cuando fueron detectadas, dieron lugar a algunos enfrentamientos intrascendentes, como fue el caso del combate de Maracaná.
- Líneas de penetración

En su avance, Belgrano eligió, como línea de penetración, el tradicional camino que unía el puerto de Itapúa con Paraguarí. Ese camino atravesaba una zona abierta, con espacios desprovistos de vegetación alta, destinados a campos de pastoreo, salvo en las márgenes de los ríos y arroyos con sus pasos de vadeo bien determinados. Ya desde la época en que Azara había recorrido la zona, en abril de 1786, el arroyo Caañabé, contaba con un puente de madera. Esta región era conocida por los hermanos José y Ramón Espínola y Peña que fueron contratados por Belgrano en septiembre de 1810, no solo por sus importantes contactos en la provincia del Paraguay, sino porque ellos mismos tenían propiedades en esa zona o sus familiares administraban pueblos guaraníes. Los hermanos Fulgencio y Antonio Tomás Yegros, importantes oficiales dentro del ejército de Velasco, también tenían establecimientos ganaderos y yerbateros en el lugar. Lo mismo sucedía con Manuel Cabañas, que tenía dos estancias grandes cerca del río Tebicuary.
- Líneas defensivas

Al cruzar el río Tebicuary, Belgrano superó la segunda línea defensiva que disponía Velasco para frenar su avance hacia Asunción. La primera era el río Paraná.
Velasco explicó, a posteriori de esta batalla, que no había alcanzado a fijar su defensa sobre el Tebicuary Guazú debido a la falta de caballos para transportar los soldados, la artillería y las municiones. Además consideró que sus fuerzas no estaban capacitadas para realizar un ataque en movimiento. A diferencia del escaso poder de movilización de Belgrano en su marcha de aproximación desde Santa Fe hasta Candelaria, Velasco convocó a los escuadrones de Urbanos de los pueblos y en solo dos días se presentaron más de 6000 hombres. Estos, sin embargo, carecían de armas de fuego y de adiestramiento militar para oponerse a un ejército regular. Sumando los fusiles del arsenal, más los que se habían traído de Candelaria y los requisados en los pueblos, estos no alcanzaban las 500 unidades. La oficialidad y caballería solo disponían de 21 pistolas, 169 espadas y 200 sables. La artillería se componía de 4 cañones, 14 medianos y 1 pedrero en servicio. Velasco no tuvo otra opción que confiar en el manejo de la lanza por parte de la mayoría de sus soldados. Era consciente que, por el poco tiempo de adiestramiento entre las levas y la marcha al frente y con una mayoría de paisanos a caballo poco disciplinados y no afectos al orden, debía simplificar al máximo sus evoluciones y maniobras de combate.
El 4 de enero de 1811, Velasco llegó a Paraguarí, antiguo colegio de los jesuitas, para analizar las ventajas tácticas que ofrecía la topografía del lugar por ser la entrada a los valles y estar protegida además por el arroyo Caañabé y sus pantanos. Decidió organizar allí su línea defensiva con 3 divisiones. La primera la ubicó en el paraje Apuai, al mando del coronel Gracia del 2.º regimiento de Milicias. La segunda en Paraguarí, al pie del cerro Santo Tomás, al mando del teniente coronel Manuel Atanasio Cabañas del mismo regimiento y la tercera en la falda del cerro Aruai, al mando del comandante de escuadrón Juan Manuel Gamarra. El día 11, conociendo con más precisión la dirección del avance enemigo, Velasco movió las fuerzas de Gracia aproximándolas a Cabañas y una vez que Belgrano tomó posición en el cerro Mba'e (o Rombado) a 6 km de Paraguarí, dispuso que Gamarra también se acercara a la loma de Ñuatí abandonando el control de los pasos del arroyo Caañabé ubicado a unos 20 km al sur de Paraguarí.

## Batalla de Paraguarí

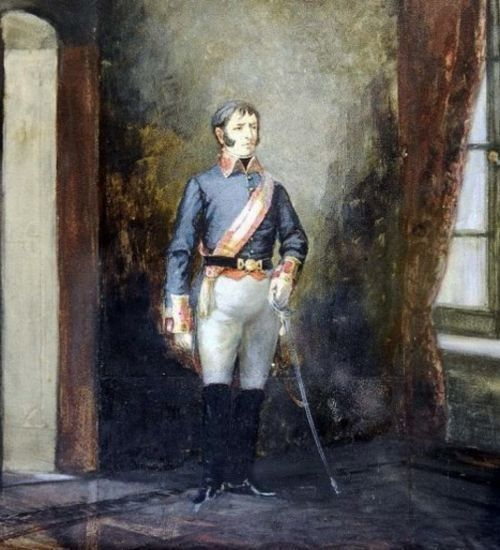
Bernardo de Velasco, cuadro pintado por Guillermo Da Re en 1890

El 15 de enero de 1811, patrullas adelantadas de Belgrano, al mando de su ayudante Manuel Artigas, hicieron contacto con una partida paraguaya cerca del arroyo Mbaey o Ibáñez. Artigas informó que más allá del arroyo, a unos 4 km, se veía "mucha gente". Utilizando una lomada existente en su línea de marcha, Belgrano subió al cerro Mba'e (que luego se conocería como "Porteño"), distante unos 6500 metros de Paraguarí:

Eché el anteojo y vi en efecto un gran número de gente que estaba formada en varias líneas a la espalda de un arroyo [Yukyry] que se manifestaba por el bosque en sus orillas. Ya entonces me persuadí que aquel seria el punto de reunión y defensa que habían adoptado [los paraguayos] y que seria muy perjudicial retirarme pues decaería el espíritu de la gente y todo se perdería; igualmente creía que había allí [gente] de nuestro partido.
Belgrano.Memorias en (Instituto Belgraniano Central, 1982, p. 373, Tomo IV)

Sin tener otros datos sobre el enemigo, Belgrano pensó en enviar esa misma noche a Machaín con 200 hombres y dos piezas de artillería para "sorprender" a los paraguayos y obligarlos a huir mientras él se quedaba sobre el arroyo Ibáñez con el resto de las fuerzas a "cubrir la retirada". Este ataque no se realizó y mereció a posteriori el siguiente comentario del general José María Paz: "¡Rara operación! ¡Pobre mayor general [Machain]!". Luego de fijar su cuartel en el cerro Mba'e, durante tres días, del 16 al 18 de enero, ambas fuerzas solo tuvieron contactos con patrullas de sondeo. Belgrano aprovechó la pausa para enviar proclamas y gacetas al enemigo.

Belgrano intentó aprovechar este tiempo para propiciarse la voluntad de los "nobles, fieles y leales paraguayos", haciéndoles repartir en la noche del 17 una hipócrita proclama, preñada de dulces palabras y de lisonjeras promesas. "Vengo, decía, de representante de la excelentísima Junta Provisional Gubernativa de las Provincias del Río de la Plata, que a nombre de su Majestad, el señor don Fernando VII, rige dichas Provincias, y de general en jefe del ejército que a [la] vista de vuestros clamores ha dispuesto [enviar] para libertaros de la opresión"
(Garay, 1897, p. 77)

Pero "ninguno se pasó a nosotros y no teníamos más conocimiento de su posición y fuerzas que el que nos presentaba nuestra vista". Belgrano confirmó así, una vez más, el rechazo que provocaba su campaña militar y que solo debía contar con sus propias fuerzas.
El plan de Velasco consistía en aferrar a Belgrano con su infantería y artillería para luego envolverlo con la caballería, algo alejada y oculta a la vista del enemigo. Para esta maniobra aprovecharía la llanura existentes al sur, entre Paraguarí y el cerro Mba'e. Con su reducido efectivo de infantería, gran cantidad de caballería y armamento de corto alcance y carga lenta, Velasco no fortificó la margen del Yukyry.
El plan de Belgrano era avanzar directamente contra las fuerzas enemigas para aniquilarlas o dispersarlas y abrir el camino hacia Asunción. A tal efecto se formaron dos columnas: la primera estaba integrada por los granaderos de Fernando VII, las compañías de los regimientos 1.º y 2.º de Patricios, la de Pardos y Caballería de la Patria, con dos cañones de a 2 (64,3 mm), bajo el mando del mayor general José Ildefonso Machain. La segunda columna estaba compuesta por el regimiento 3.º, la de Blandengues de Santa Fe montados y dos cañones de a 4 (81,1 mm), al mando del capitán Gregorio Ignacio Perdriel. Ambas columnas, con un total de aproximadamente 460 hombres estaban dirigidas por Machain. Cuidarían los flancos 130 hombres de caballería además de una partida exploradora. En el cerro Mba'e, Belgrano se quedó con 60 hombres de la caballería de la Patria, el capitán José Ramón de Elorga con 2 cañones de a 4 con sus 16 artilleros, 18 hombres de su escolta al mando de José Espínola y peones desarmados a cargo de las carretas, caballos y ganado.
En caso de fracasar, tenía la alternativa de retroceder hasta el río Tebicuary, reunirse con las fuerzas que había dejado allí y establecer una transitoria línea defensiva a la espera de mayores refuerzos para reiniciar su verdadera misión: la conquista militar de la provincia del Paraguay.
El 28 de junio de 1811, en el juicio seguido a Belgrano y Machain por los resultados de esta campaña militar, se le preguntó a Gregorio Perdriel si conocía "las órdenes de la Junta para no aventurar acción sin ventaja conocida". Este declaró lo siguiente: "Que no se les expuso [estas órdenes] que le han preguntado". y además:

Que ignora[ba] el motivo que hubo para el ataque [a Paraguarí], el cual se determinó por Junta de Guerra, compuesta por el señor general [entonces coronel Belgrano], del mayor general José Machain, de los capitanes Saturnino Saraza, Celestino Vidal, F. Aldao [...], José de Elorga [...] y el declarante, todos los cuales fueron de opinión de que se debía dar el ataque, fundando su opinión en el mal concepto que se había formado de los enemigos y en el ardimiento de nuestras tropas. (Instituto Belgraniano Central, 1982, p. 620, Tomo III, vol.1)

Cabe aclarar que el capitán José Ramón de Elorga, antes de esta reunión, había aconsejado a Belgrano esperar a ser atacados para "explorar bien todas las fuerzas del enemigo y por sus movimientos conocer si estaban diestros en las armas". En la reunión Elorga se calló la boca aduciendo que, en primer lugar, "su voto jamás aparecería por haber sido solamente de palabra" y, en segundo lugar, porque le pareció que el comentario que hizo Belgrano en la junta de que "alguno" opinaba que "más valía ser atacado que atacar" lo había dicho en tono de burla.
- Primera fase

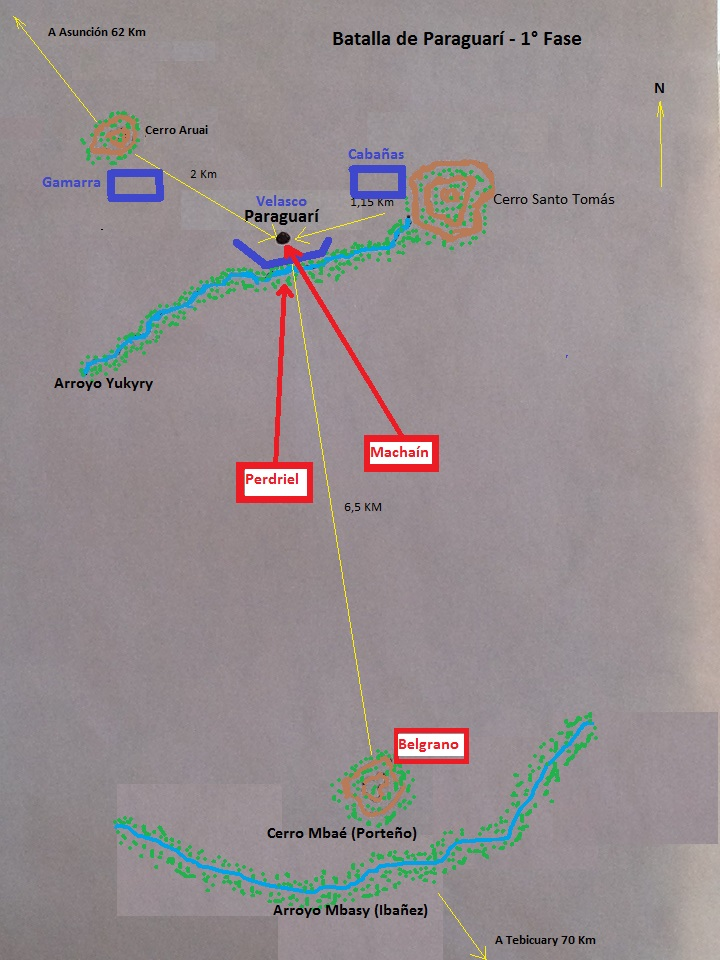
Batalla de Paraguarí.Primera fase.
Rojo: fuerzas de Belgrano.
Azul: fuerzas de Velasco

En nombre de Fernando VII, portando las banderas del rey y al grito de ¡Viva el Rey!, tanto Velasco como Belgrano decidieron avanzar en la madrugada del día 19 de enero, fecha que este último eligió por haber cruzado 30 días antes el río Paraná. Este combate de encuentro entre dos fuerzas que avanzaron en la oscuridad y chocaron al clarear el día resultó favorable a las fuerzas de la junta de Buenos Aires. Las sorprendidas tropas paraguayas se dispersaron por los bosques linderos al arroyo Yukyry, afluente del Caañabé. Rota la línea quedó expuesta una batería paraguaya de 5 cañones ubicada en el centro la que tuvo que abandonar rápidamente su posición dejando un cañón "clavado" (se colocó un clavo en el lugar de encendido u "oído" para inutilizarlo) y llevándose los restantes. Adoptando un orden de batalla oblicuo, Machain ordenó a Perdriel que ocupase el lado derecho de la posición que había abandonado la batería para asegurar la brecha.
Entusiasmado por este primer resultado, Machain mantuvo el avance y una avanzada de aproximadamente 100-120 hombres penetró como una cuña en el pueblo de Paraguarí. 

Yo me hallaba en la división del coronel Gracia cuando se rompió el fuego y habiendo observado que flaqueaba, quise pasar a la de Cabañas, pero una partida de facinerosos en número como de 50, al mando de don Ramón Espínola, se dirigieron con mayor rapidez a sorprenderme en la capilla de Paraguarí [a 800 metros de la línea de combate].
 Velasco a Gaspar Vigodet, Yaguarón, 28 de enero 1811 en (Molas, 1867, p. 208)

Velasco abandonó rápidamente su cuartel y se retiró con su Estado Mayor hacia la cordillera de los Altos.
- Segunda fase

Los soldados que ingresaron a Paraguarí se dedicaron a capturar el parque de municiones y de boca, saquear el pueblo, el cuartel y las pertenencias de Velasco. El capellán de las fuerzas de Cabañas recriminaría más tarde a Belgrano por haber concedido a sus soldados, en la arenga previa a la batalla de Paraguarí, dos horas de saqueo. Belgrano negó esto atribuyéndolo a las manifestaciones de un "malvado" desertor.
Fue entonces que Machain tomó conciencia de la grave situación táctica en la que se encontraba: había perdido el contacto y control con las fuerzas que, sin seguir sus órdenes, habían ingresado al pueblo. Lo mismo sucedía con las fuerzas de Perdriel que habían quedado atrás, en el punto de ruptura. Comenzó a recibir un nutrido fuego de artillería y fusilería por los flancos, proveniente de fuerzas paraguayas que se mantenían intactas en sus posiciones. En este desfavorable intercambio de fuego comenzó a quedarse sin municiones para su artillería y soldados por lo que pidió refuerzos a Belgrano, distante 6 km del lugar.
En las afueras de Paraguarí, Gamarra y Cabañas, sin contacto con Velasco, se pusieron de acuerdo para restablecer la situación. Cabañas atacó desde su posición al noreste, cercana al cerro Santo Tomás, con dirección a Paraguarí, mientras Gamarra, desde el oeste, intentó cerrar por el sur la retirada de las fuerzas que habían ocupado el pueblo. Machain ordenó entonces la inmediata retirada comenzando con las fuerzas que habían quedado fuera del pueblo. Viendo que Perdriel no se movía pese a las sucesivas órdenes que le enviaba se dirigió personalmente para que lo hiciera. Perdriel, en su descargo, afirmó después que no hizo caso porque asumía que el enemigo estaba derrotado y que, además de ser verbales, las órdenes no venían por el conducto adecuado. De hecho, no había entrado en combate salvo con el accionar de sus dos cañones. En la retirada ambas columnas recibieron fuego desde la retaguardia de la misma batería paraguaya que antes había abandonado su posición y que ahora, gracias a Cabañas, la había recuperado. Cuando las fuerzas de Machain fueron atacadas por Gamarra desde el oeste, comenzaron a disgregarse y huir en forma desordenada hacia el cerro Mba'e. Las fuerzas de Cabañas rodearon a los que habían quedado aislados en Paraguarí, los que no tuvieron otra opción que rendirse.
- Tercera fase

A las ocho de la mañana, Belgrano acudió con municiones. Envió adelante su reserva, al mando del ayudante mayor Francisco Sáenz, quien lo hizo a galope tendido hacia Paraguarí. Esta fuerza, de unos 50-60 hombres, se sumaron a las que se estaban retirando y volvieron con ellas hasta cerca del campamento. Belgrano detuvo a Machain y lo hizo volver para salvar a los que habían quedado cercados en Paraguarí. Ordenado el contraataque, Belgrano se volvió al campamento en el cerro Mba'e:

Dejándolos en marcha, retrocedí a mi punto, donde estaba la riqueza del ejército, a saber, las municiones y al que habían querido ir los paraguayos [...] con cuyo motivo se destacó a don José Espínola con el sargento de mi escolta y otros cuatro más.
Belgrano.Memorias en (Instituto Belgraniano Central , 1982, p. 374, Tomo IV)

Reagrupadas las fuerzas más descansadas de Perdriel, y reforzadas con la compañía de Granaderos Fernando VII de Machain, se lanzó el contraataque. Estas fuerzas chocaron contra el 4.º escuadrón del Regimiento de Gamarra, al mando de Yegros, que desde el oeste había ocupado el arroyo Yukyry. Pese a un fuego intenso que duró quince minutos, Perdriel no logró progresar. Entonces Machain, viendo además que había cesado el combate en Paraguarí, lo que hacía suponer que los cercados habían sido aniquilados o se habían rendido, ordenó el repliegue de sus desmoralizadas y agotadas fuerzas hacia el cerro Mba'e.
- Abandono del campo de batalla

Belgrano afirmó posteriormente que él pensaba reiniciar el ataque una vez que las tropas hubieran descansado pero que no pudo hacerlo por culpa del rumor propalado por "un tal Elorga", forma como se refería al capitán Elorga a cargo de la artillería, "[que] empezó a decir a los oficiales que una columna de paraguayos había tomado por nuestro costado izquierdo y que sin duda iba a cortarnos".
El miedo, según Belgrano, se apoderó de los oficiales, "comenzando por el Mayor General" [Machain]. Convocada una reunión, y con excepción del capitán Campos, todos estuvieron de acuerdo en la retirada aduciendo que los soldados estaban muy acobardados. 

Formada ya la tropa la hablé con toda la energía correspondiente y les impuse pena de la vida al que se separase fuera de la columna veinte pasos; a las tres y media de la tarde salí con las carretas, el bote y las piezas de artillería, y ganados y caballadas que se habían tomado del campo enemigo el 16, únicos prisioneros que se trajeron al campamento.
Belgrano.Memorias en (Instituto Belgraniano Central, 1982, p. 377, Tomo IV)

 El bote a que hace mención Belgrano era un lanchón de cuero tirado por 8 yuntas de bueyes que lo había acompañado desde Itapúa y el ganado consistía en 3000 reses y 1500 caballos, importante botín de guerra que debía arrear hacia el Tebicuary. La magnitud del cansancio de la tropa lo da la velocidad de la retirada que en ese día no alcanzó los 2 km por hora. Las patrullas paraguayas lo siguieron de cerca. Doce kilómetros antes de que Belgrano llegara al río Tebicuary aparecieron en su retaguardia e inmediatamente que cruzó ese río ocuparon la costa norte del mismo. El grueso del ejército paraguayo avanzó detrás a una o dos jornadas de marcha.
El ejército de Belgrano tuvo pérdidas significativas. Dejó en poder del enemigo 14 muertos y 126 prisioneros, o sea el 20% de las dos columnas atacantes, entre ellos varios oficiales, 2 cañones, armas menores, municiones y, sobre todo, 150 fusiles de mucha importancia para los paraguayos, que aumentaron su escaso parque en un 30%. Entre los prisioneros figuraron Jerónimo Helguera y el sargento Estanislao López, luego caudillo y gobernador de Santa Fe. Ramón Espínola y Peña, edecán de Belgrano e hijo del coronel José de Espínola y Peña, fue degollado "ignominiosamente", según Velasco, y su cabeza llevada ante su presencia. Las bajas paraguayas, entre muertos y heridos, alcanzaron a 70 combatientes.

Esta batalla era importante como que afectaba el porvenir del Paraguay; pero cuando consideramos la pequeña cantidad de muertos y heridos, parece una cosa muy insignificante y les hace poco favor a los invasores. Estando mejor armados y mejor disciplinados [...] era de suponerse que hubieran dejado un gran número de sus enemigos muertos o heridos sobre el campo de batalla.
Charles A. Washburn, representante de los Estados Unidos de América en (Garay, 1897, p. 83 y nota 8)

## Causas del fracaso
Desde el punto de vista militar el "descalabro de Paraguarí"
se debió:
- A la utilización de una línea de penetración obvia. Esto permitió a Velasco elegir a Paraguarí con punto defensivo con mucha antelación, lo que se contradecía con el extraño itinerario que Belgrano dio a Rocamora en su larga marcha desde Yapeyú hacia el río Paraná, diseñado para confundir estratégicamente al enemigo. Un oficial del regimiento de Granaderos de Fernando VII, pero que integraba la división de Rocamora, declaró meses después que había oído de un tercero que "Belgrano había dicho que no quería que se le reuniese Rocamora ni había necesidad". Reforzó esta afirmación mencionando el "mal dirigido itinerario" que le había dado, los auxilios de caballada cansada y maltratada que iba dejando a Rocamora y la negativa de que este comprara caballos en mejor estado.
- Al avance, de aproximadamente 90 km, desde el río Tebicuary hasta Paraguarí, con solo el 70% de los hombres y recursos disponibles. Belgrano dejó sobre ese río carretas y 400 soldados; más atrás, sobre el río Tacuarí, su cuartel general con 50 hombres; y a Rocamora, en Itapúa, sobre el Paraná.

Con un método semejante, no es extraño que siempre estuviese ante los enemigos en una chocante minoría y que sus medios fuesen desproporcionados a la empresa que se proponía.
 General José María Paz en (Paz, 1855, p. 356)

- A la decisión de atacar una posición sin haber hecho previamente un reconocimiento de toda la zona para evaluar el potencial y la disposición del enemigo. Los oficiales Perdriel, José Ramón de Elorga, José Antonio Segovia y Rocamora expusieron que no tenían una idea cierta del número de soldados y cañones del enemigo. "Solo se advertía al otro lado del monte en la altura de la misma capilla del Paraguarí mucha gente porque se veía desde el campamento [a 6500 metros de distancia] con anteojo".[25] Los árboles linderos al arroyo Yukyry también dificultaban la observación desde el cerro Mba'e o desde la llanura que separaba el cerro del pueblo de Paraguarí. La ausencia de desertores o prisioneros impidió que Belgrano pudiera tener datos de inteligencia sobre el enemigo. Uno de los oficiales bajo su mando declaró a posteriori que desconocían las condiciones fijadas por la junta de Buenos Aires para presentar batalla aunque estuvieron de acuerdo en realizarla.
- La ubicación del puesto de mando, parte de la artillería (33%), reservas y municiones a 6 km del frente complicó la toma de decisiones y el apoyo inmediato a las fuerzas que atacaban Paraguarí. El general José María Paz atribuyó esta conducta de Belgrano a la doble función de militar y representante de la junta de Buenos Aires lo que implicó dejar en manos de Machain la conducción operativa.[26]
- La excesiva subvaluación de la capacidad militar de Velasco y la moral de sus fuerzas, especialmente su estrategia de desgaste, ampliación del teatro de operaciones y líneas logísticas.
- La persistente creencia, sin contar con pruebas que lo confirmaran, de que existía un importante partido favorable a la junta de Buenos Aires en el Paraguay. Las únicas personas que salieron a su encuentro desde Quyquyhó fueron la esposa y algunos parientes de su edecán José Espínola y Peña.
- El desconocimiento de la idiosincrasia del pueblo paraguayo, su homogeneidad lingüística, cultural, tradición guerrera y el permanente malestar de la clase dominante por las exacciones económicas de Buenos Aires durante la época virreinal.

## Retirada hacia el río Tacuarí

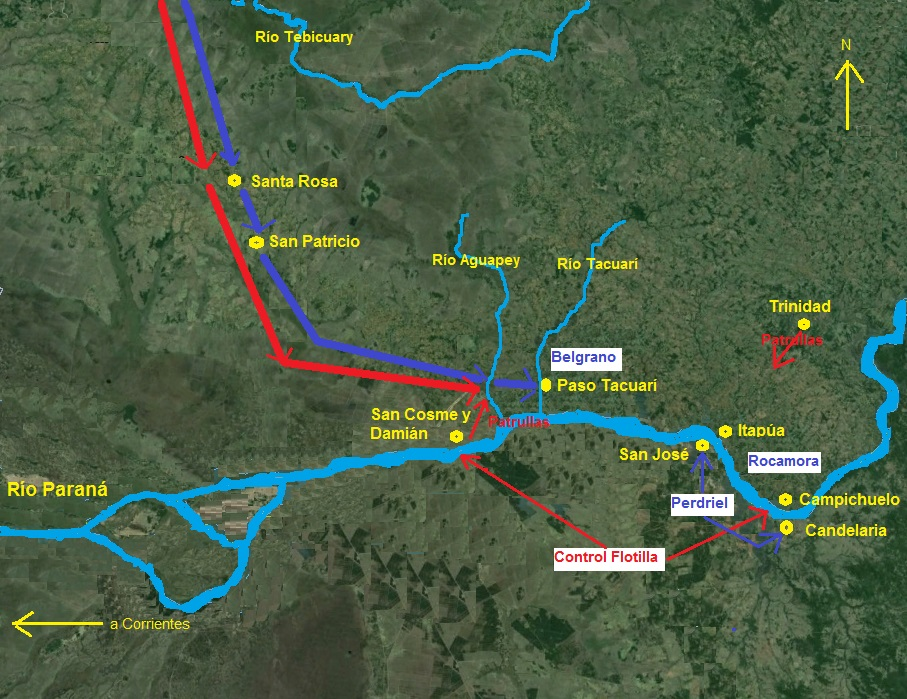
Retirada y persecución paralela.
Azul: fuerzas junta de Buenos Aires.
Rojo: fuerzas provincia del Paraguay.

La moral de los soldados y oficiales después de la batalla no dejó otra opción que un permanente retroceso: 

[...] aquí empecé a tener sinsabores de tamaño con las noticias que se me comunicaban de las conversaciones de oficiales que fue imposible averiguar el autor de ellas para hacer un ejemplar castigo: cada vez observaba más la tropa acobardada y fue preciso seguir la marcha [retirada].
Belgrano. Memorias en (Instituto Belgraniano Central, 1982, p. 377, Tomo IV)

 El 27 de enero, desde el Tebicuarí, Belgrano escribía: "los Cobardes son los únicos que se me desertan".
Ese mismo día, en un intento de depuración, Belgrano dio al capitán Elorga un oficio dirigido a la Junta de Buenos Aires que debía entregar personalmente. En ese oficio lacrado, cuyo contenido Elorga desconocía, Belgrano informaba la ineptitud del portador y su pase a disponibilidad: "hablando con la verdad que me caracteriza digo que si tienen mérito [la Junta] debe colocarse [a Elorga] donde no haya que esperar balas". Llegado a la capital Elorga entregó el oficio y ocho días después le comunicaron que quedaba degradado de su empleo. Con fecha 27 de abril representó los motivos de la misma y que se "oyese en justicia", y la junta le restituyó sus despachos de militar sin comunicarle las causas de lo uno ni lo otro. Lo mismo ocurrió con el teniente Vicente Silva. En ambos casos la Junta sacó y luego devolvió los despachos creando incertidumbre sobre si había sido correcta o no la decisión de Belgrano y/o vulnerando su autoridad.
- Estado de ánimo de Belgrano

El mismo día de la batalla de Paraguarí y en días sucesivos Belgrano, abrumado por los resultados, mostró su enojo y desazón en las notas que envió a la junta de Buenos Aires: "este país [el Paraguay] no quiere perder los grillos". Al día siguiente repitió: "Todo me confirma en la idea que tengo de que esta gente será eternamente esclava". Siete días después argumentaba que "era de precisión decretar la conquista del Paraguay" para lo cual había que contar con un ejército más poderoso ya que "no hay uno solo que esté por la causa sagrada y se nos hace la guerra por todos los medios". Volvió a insistir tres días después: "[cuando] me informó más, más en él, es preciso conquistar al Paraguay: no es posible pintar la rusticidad de estos hombres y como están entusiasmados para conservarse esclavos" para finalmente, en una carta privada a Cornelio Saavedra, afirmar que había que "entrar a la conquista de los salvajes paraguayos que solo se pueden convencer a fuerza de balas". Al enfrentarse, sorpresiva e inesperadamente, con el fuerte localismo de la provincia del Paraguay, Belgrano cometió el error de atribuirlo al "salvajismo", la "rusticidad", o al deseo de "esclavitud" de su adversario. Tampoco se percató que la misma invasión transformaba a su ejército en una usina generadora de mayor pertenencia e identidad en el pueblo paraguayo.
- Intimación de Antonio Tomás Yegros

El 24 de enero, Belgrano recibió la intimación del comandante de la vanguardia paraguaya, el capitán Antonio Tomás Yegros, para que se rindiera en un plazo perentorio. Advertía Yegros: 

Ninguno, principalmente de mis paisanos, tendrá de que quejarse si son pasados a cuchillo por obstinados y al mismo tiempo aseguro, bajo palabra de honor, que serán tratados muy bien si se rinden como los demás.
Ultimátum de Yegros a Belgrano, Yaguarí, 24 de enero de 1811 en (Instituto Belgraniano Central, 1982, p. 406, tomo III, vol. 1)

Yegros se refería, obviamente, a lo sucedido a Ramón Espínola y Peña y que podía extenderse a su hermano José, a José Ildefonso Machain y a José Alberto Carcena y Echeverría, este último tío de Cabañas y del propio Machain. Todos estos "colaboradores" de Belgrano eran considerados como traidores por sus compueblanos paraguayos.

Todos sabéis que entre las Tropas de la desgraciada Ciudad de Buenos Aires, vienen varios hijos espurios de esta Provincia [del Paraguay]. ¿Qué fundamentos tiene esa Junta turbulenta para deducir que sus honrados parientes, y paisanos [que residen en el Paraguay] habrán de seguir sus detestables ideas? Ellos son los primeros que vengarán la injuria que se les hace dando una prueba al Mundo entero de los fieles sentimientos que les animan.
Velasco. Bando del 18 de diciembre de 1810 en (Garay, 1897, p. 68)

De esta manera Belgrano no se detuvo en el río Tebicuary y prefirió retroceder hasta el río Tacuarí a solo 40 km de Itapúa. Descontó la existencia de un partido favorable a la junta de Buenos Aires en el Paraguay, la posibilidad de convencer a los paraguayos de acatar a la junta de Buenos Aires y mucho menos de querer obligarlos por la fuerza con un ejército desproporcionado a las circunstancias y con muy baja moral.
En Santa Rosa, a casi 150 km al sur de Paraguarí, Belgrano recibió, de la llamada "Junta Grande", el nombramiento de brigadier general:

[...] esto me puso en la mayor consternación, así porque nunca pensé trabajar por intereses ni distinciones, como porque preví la multitud de enemigos que debía acarrearme: así que contesté a mis amigos que lo sentía más que si me hubieran dado una puñalada.
Belgrano. Memorias en (Molas, 1867, p. 398, volumen XIII)

## La batalla según laGaceta, los rumores y Mitre
Como parte de esta nueva cultura o ethos guerrero que se expandió con el envío de fuerzas militares por parte de la junta de Buenos Aires se acentuó la llamada "pasión sublime de la gloria". Esta "gloria" requería de visibilidad o estado público a través de un régimen oficial de comunicación. Por esta razón, en la Gaceta del lunes 4 de febrero de 1811, y "para prevenir las equivocaciones que pueden desfigurarlos", se publicó que Belgrano había obtenido un triunfo en Paraguarí.
Sin embargo, al mismo tiempo y en contraposición, diversos rumores provenientes del teatro de operaciones sostuvieron lo contrario. En una carta fechada al día siguiente, Martín de Álzaga le escribió a su yerno Matías de la Cámara: "Nuestro ejército del Paraguay ha sufrido algún perjuicio, se habla mal (sic) de su estado, pero según veo por la gaceta que remito, no ha sido tanto lo que ha sufrido como dicen (sic), en fin, yo dejo a la consideración de vuestra merced..." El mismo Belgrano, a fines de febrero de 1811, tuvo que salir a desmentir esos rumores diciendo que su retirada de Paraguarí fue para no acrecentar las bajas de las fuerzas paraguayas abandonadas por Velasco y los europeos. Agregó además que nadie impidió su retirada debido a la paliza que les había dado en esa batalla.
Bartolomé Mitre, en su libro Historia de Belgrano, con el que inaugura una corriente de larga duración en la historiografía argentina, intenta exaltar a Belgrano comparando su retirada desde Paraguarí con la que Jenofonte realizó conduciendo y salvando a 10 000 mercenarios griegos que combatieron en Persia. De esta exagerada "comparación" dirá Juan Bautista Alberdi: 

Las comparaciones, este recurso pueril de los que no tienen juicio propio, que no saben definir sino por la comparación con lo que esta definido [...] es el recurso favorito de Mitre. Todo pueblo que empieza a cultivar el saber, es [para Mitre] una Atenas [...] todo el que dispara, es un Jenofonte. [Alberdi agrega] Mitre ofende igualmente la honestidad de Belgrano, comparándolo a Jenofonte, por haberse retirado del Paraguay, no con diez mil griegos sino con setecientos hombres en lugar de novecientos que componía su ejército invasor [sic].
(Alberdi, 1974, p. 210 y 70)

## Definición del adversario en los documentos
Cuando la guerra se hace contra un enemigo difícil de distinguir porque pertenece a la misma cultura, tradición, religión, etc., la que Belgrano definirá como "guerra civil", la diferenciación debe construirse, en principio, a través del lenguaje, es decir, de la nominación. La violencia que se instaló en todas partes "partiendo" los vínculos de parentesco, amistad, corporación, también se instaló en el lenguaje que fue usado para denigrar al "otro" y dotarlo de diferente identidad social, étnica y política.
Si la junta de Buenos Aires era realista, si declaraba que su causa era la causa del rey, si sus ejércitos eran ejércitos del rey, si su estandarte era el de Fernando VII, entonces sus enemigos no podían ser otra cosa que malos vasallos del rey.
Por esa razón Belgrano nombró a los paraguayos como "insurgentes", "velasquistas", "solo tienen el nombre del Rey en la boca", "esclavos del rebelde Velasco", "malvados y enemigos de esta causa", "canallas limítrofes", "agentes de Napoleón", "facciosos", "rústicos", "salvajes", "inicuos matuchos".
Pero como el gobernador Velasco, al igual que otros intendentes gobernadores, no creía en la fidelidad al rey que proclamaba la junta de Buenos Aires, se refirió a los invasores como "porteños", "insurgentes", "bandidos", "tropas de Buenos Aires", "facinerosos", "cábala [partido] de facciosos", "inicuos", "junta turbulenta", "esclavos de un gobierno arbitrario, tiránico y despótico", "hijos espurios", etc.